# Vinylova
Vinylova (styl. vinyLOVA) – czwarty album studyjny polskiej piosenkarki Cleo. Wydawnictwo ukazało się 20 maja 2022 nakładem wytwórni muzycznej Musicom w dystrybucji e-Muzyka.
Album jest utrzymany w stylu muzyki pop. Składa się z wersji standardowej (1 CD).
Płyta zadebiutowała na 6. miejscu polskiej listy sprzedaży – OLiS. Wydawnictwo uzyskało status platynowej płyty, przekraczając liczbę 30 tysięcy sprzedanych kopii.
Nagrania były promowane singlami: „Za krokiem krok”, „Bratnie dusze”, „Number one” oraz „Kocham”.

## Pozycja na liście sprzedaży
| Kraj   | Lista | Pozycja |
| ------ | ----- | ------- |
| Polska | OLiS  | 6       |

## Certyfikaty i sprzedaż
| Kraj          | Certyfikat      | Sprzedaż |
| ------------- | --------------- | -------- |
| Polska (ZPAV) | platynowa płyta | 30 000+  |

## Lista utworów
Opracowano na podstawie materiałów źródłowych.
| #   | Tytuł                                     |
| --- | ----------------------------------------- |
| 1.  | „Szyk”                                    |
| 2.  | „Dalej” (gośc. Maryla Rodowicz)           |
| 3.  | „Żywioły”                                 |
| 4.  | „Kocham”                                  |
| 5.  | „Fighter”                                 |
| 6.  | „Poplątanie”                              |
| 7.  | „Bratnie dusze” (gośc. Dawid Kwiatkowski) |
| 8.  | „Mniej znaczy więcej”                     |
| 9.  | „Obejmij”                                 |
| 10. | „Neony” (gośc. Maryla Rodowicz)           |
| 11. | „Number one”                              |
| 11. | „Za krokiem krok”                         |

| #  | Tytuł                 |
| -- | --------------------- |
| 1. | „Szyk”                |
| 2. | „Żywioły”             |
| 3. | „Kocham”              |
| 4. | „Fighter”             |
| 5. | „Poplątanie”          |
| 6. | „Mniej znaczy więcej” |
| 7. | „Obejmij”             |
| 8. | „Number one”          |